# Alain Calmat
Alain Calmat, né le 31 août 1940 à Paris (Seine), est un ancien patineur artistique, médecin et homme politique français. Ancien ministre de la Jeunesse et des Sports, président du comité français Pierre-de-Coubertin jusqu'en 2013, il est actuellement membre de l'Académie des sports et président de la commission médicale du CNOSF.
Parmi ses meilleurs résultats, il a été vice-champion olympique en 1964 à Innsbruck, champion du monde en 1965, deux fois vice-champion du monde (1963-1964), trois fois champion d'Europe (1962-1963-1964) et cinq fois champion de France (1958-1962-1963-1964-1965).

## Carrière sportive

### Patinage artistique
Il fait ses débuts à 9 ans. Il s'entraînera sous les ordres de Jacqueline Vaudecrane à Boulogne-Billancourt, avec pour compagnon Alain Giletti. Il s'entraînera aussi avec Pierre Brunet à New York. Il prendra sa retraite sportive à 24 ans, et deviendra par la suite président du Comité de patinage à la Fédération.
- Champion du monde (à Colorado Springs) : en 1965
- Champion d'Europe : en 1962, 1963 et 1964
- Champion de France : en 1958, 1962, 1963, 1964 et 1965
- Médaille d'argent aux Jeux olympiques : en 1964 (à Innsbruck)

Il était considéré comme un patineur d'une grande élégance, doté d'un sens artistique inné, mais aussi d'une très vive sensibilité, laquelle a pu, à certains moments, le desservir, en raison d'une grande émotivité lors des grands rendez-vous olympiques. Il fut aussi un exemple de volonté et de courage ; né dans un milieu modeste (ses parents étaient teinturiers), il fut, grâce à un travail acharné (il s'entraînait tous les matins à partir de 5 h) l'un des premiers sportifs à allier réussite professionnelle et réussite sportive[réf. nécessaire].

### Palmarès

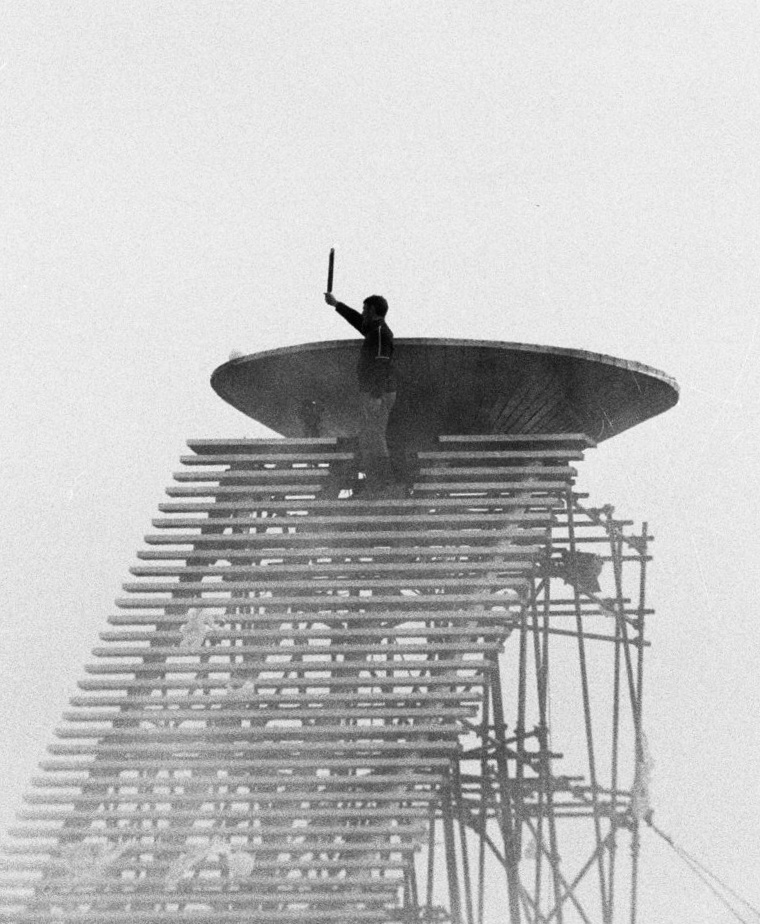
Alain Calmat, brandissant la torche, s'apprête à allumer la vasque de la flamme olympique, lors de la cérémonie d'ouverture des Jeux olympiques d'hiver de 1968, à Grenoble.

| Compétition/Saison                                                                                     | 1954 | 1955 | 1956 | 1957 | 1958 | 1959 | 1960 | 1961 | 1962 | 1963 | 1964 | 1965 |
| Jeux olympiques d'hiver                                                                                |      |      | 9e   |      |      |      | 6e   |      |      |      | 2e   |      |
| Championnats du monde                                                                                  | 11e  | 9e   | 7e   | 9e   | 5e   | 7e   | 3e   | CA   | 3e   | 2e   | 2e   | 1er  |
| Championnats d’Europe                                                                                  | 5e   | 5e   | 4e   | 4e   | 3e   | 4e   | 4e   | 2e   | 1er  | 1er  | 1er  | 2e   |
| Championnats de France                                                                                 | 2e   | 2e   | 2e   | 2e   | 1er  | 2e   | 2e   | 2e   | 1er  | 1er  | 1er  | 1er  |
| Légende : CA = Championnats du monde 1961 annulés à cause de la catastrophe aérienne du vol 548 Sabena |      |      |      |      |      |      |      |      |      |      |      |      |

Lors de la cérémonie d'ouverture des Jeux olympiques d'hiver de 1968, organisée le 6 février, en présence de soixante mille spectateurs, dans le stade olympique provisoire de Grenoble et télédiffusée en direct en mondovision, Calmat, en tant que dernier relayeur, allume la vasque de la flamme olympique au sommet d'une haute tour d'échafaudage. Alors qu'il n'a plus sur ses épaules le poids de la compétition, durant ces Jeux il contribue à créer au sein de l'équipe de France, un climat de détente, de convivialité, de fête, grâce à ses talents de chanteur amateur : il connaît parfaitement le répertoire de Georges Brassens, et s'accompagne à la guitare (selon des confidences faites par lui ultérieurement, au cours de l'émission de radio de France Inter L'Oreille en coin).
Le 6 février 2018, lors de la célébration du cinquantième anniversaire des Jeux olympiques d'hiver de 1968, la chaine TéléGrenoble Isère réalise sur l'anneau de vitesse de Grenoble, une soirée spéciale de 75 minutes contenant un spectacle chorégraphique et pyrotechnique en l'honneur de ces Jeux et dans lequel Alain Calmat rallume une vasque olympique. Les sportifs Jean-Claude Killy et Marielle Goitschel participent également au spectacle.

## Médecine
- Interne des hôpitaux de Paris (concours 1967) ; à ce titre il participa à l'équipe qui réalisa les premières greffes cardiaques en France.
- Chef de clinique, puis chef de service de chirurgie digestive au centre hospitalier intercommunal Le Raincy-Montfermeil.
- Anatomiste (chef de travaux de 1968 à 1976 dans le département d'anatomie du Pr Christian Cabrol).
- Professeur au Collège hospitalier Pitié-Salpêtrière (1983).

## Politique

### Fonctions nationales
- Ministre (1984-1986)

Alain Calmat a été ministre délégué à la Jeunesse et aux Sports du 23 juillet 1984 au 20 mars 1986, sous le gouvernement Laurent Fabius, mettant notamment en place les ATS (sport à l'école primaire) par la circulaire du 13/12/1984 (dite Calmat-Chevènement)
- Député du Cher (1986-1993) (divers gauche, apparenté socialiste)

1986-1988 : député de la VIIIe législature de la Ve République, élu au suffrage proportionnel pour le département du Cher.
1988 à 1993 : député de la IXe législature de la Ve République, élu de la 3e circonscription du Cher, il battit le RPR Serge Vinçon, maire de Saint-Amand-Montrond. En 1993, il est battu par le RPR Serge Lepeltier, maire de Bourges.
- Député de Seine-Saint-Denis (1997-2002)

Député de la XIe législature de la Ve République, élu de la 12e circonscription de la Seine-Saint-Denis. En 2002, il est battu par l'UMP Éric Raoult.

### Fonctions régionales et locales
- Conseiller régional du Centre jusqu'en 1999
- Maire de Livry-Gargan (Seine-Saint-Denis) jusqu'en 2014

Élu maire en 1995, il est réélu en 2001 et 2008, mais battu aux municipales de mars 2014, il démissionne de son poste de conseiller municipal après sa défaite.

## Récompenses et décorations
Alain Calmat est titulaire de la légion d'honneur.
- Chevalier de la Légion d'honneur (1967) remise par le président de la République française Charles de Gaulle
- Officier de la Légion d'honneur (1984) remise par le président de la République française François Mitterrand
- Commandeur de la Légion d'honneur (2014)[2]

- Commandeur de l'ordre national du Mérite (1976)
- Médaille de la jeunesse, des sports et de l'engagement associatif, or (1976)
- Les Lauriers olympiques européens lui ont été remis par le CIO à Sotchi le 21 novembre 2011

## Notoriété et honneurs
Il lui a également été attribué :
- Médaille de l'Académie des sports (1963) ;
- Prix Deutsch-de-la-Meurthe de l'Académie des sports (1966) ;
- Trophée Micheline Ostermeyer le 10 décembre 2008 (statuette d'après la Discobole du sculpteur Jacques Gestalder érigée à l'INSEP près du stade Gilbert Omnès) ;
- le complexe piscine-patinoire de Romorantin-Lanthenay porte son nom
- un amphithéâtre de la faculté de médecine de Lille 2 porte son nom.

Un gymnase portant son nom est inauguré à Sausset-les-Pins en mars 1991.
Alain Calmat est intronisé dans l'« International Jewish Sports Hall of Fame » en 1987.

## Publications
- 1981 :  Vivre mieux avec le sport, en collaboration avec Dr Michel Baulac, champion de France de squash et avec Dr Michel Sportiche, aux éditions Olivier Orban.
- 2003 : La diététique du sportif, en collaboration avec Jean-Loup Dervaux, aux éditions De Vecchi.